# Litania
Litania är ett slags responsorisk bön som förekommer i den kristna liturgin, och som vanligen är botfärdig till sin karaktär eller utförd för att be om nåd i svåra tider. Litanian kan sjungas eller reciteras.
Ordet litania kommer av grekiskans λιτανεία och betyder bön, anropande på hjälp. Den har anor från åtminstone 400-talet, när böner i form av växelsång mellan präst och menighet utfördes under processioner. Därur utvecklades särskilda formulär, vanligen innehållande Kyrie eleison (Herre förbarma dig) och Agnus Dei, vilka började användas vid mässor och med tiden ta sig standardiserade former. Namnets etymologi till trots, kallas de ortodoxa och östliga litaniorna ektenia.
Kännetecknande för litanian är att prästen ber en serie invokationer, och att församlingen efter var och en av dessa svarar, vanligen "bed för oss" eller "ha förbarmande över oss". Litanian avslutas sedan med en gemensam bön om Herrens förbarmande.
Det förekommer flera litanior i Katolska kyrkan, av vilka några blivit godkända att brukas liturgiskt. Övriga används i privata sammanhang. De litanior som brukas liturgiskt är:
- Lauretanæ, Loretolitanian, jungfru Marias litania
- Litaniae Sancti Ioseph, Sankt Josefs bön
- Litaniae Sanctissimi Nominis Iesu, Jesu heliga namns litania
- Litaniae de Sacratissimo Corde Iesu, Jesu heliga hjärtas litania
- Litaniae Sanctorum, helgonlitanian
- Litaniae pretiosissimi Sanguinis Domini Nostri Iesu Christi, Jesu heliga blods litania

Andra kända litanior, som bara får framföras i det privata, innefattar till exempel Ärkeängeln Rafaels litania och en litania till Rita av Cascia. Flera litanior har blivit tonsatta.
Vid reformationen behöll lutherdomen litanian i liturgin, men ändrade den.
I Svenska kyrkans psalmbok finns det tre tonsatta litanior (700:1-3) som alla kan användas som förböner i högmässan. Den s.k. C-mollitanian (700:1) är vanligt förekommande som sjungen förbön under fastan.